# Mistrzostwa Świata Juniorek w Hokeju na Lodzie 2014/Kwalifikacje do I Dywizji
Mistrzostwa Świata Juniorek w Hokeju na Lodzie Turniej Kwalifikacyjny do I Dywizji 2014 odbyły się w Polsce w miejscowości Krynica-Zdrój. Zawody rozgrywano w dniach od 18 do 23 marca 2014 roku. To trzeci turniej kwalifikacyjny do pierwszej dywizji w historii tych mistrzostw.
W turnieju kwalifikacyjnym do I Dywizji uczestniczyło 6 zespołów. Rozgrywały one mecze systemem każdy z każdym. Reprezentacja, która zwyciężyła w turnieju awansowała do mistrzostw świata juniorek dywizji I w 2015 roku.
Po raz pierwszy w turnieju mistrzostw świata brała udział juniorska reprezentacja Polski.
Hala, w której odbyły się zawody to:
- Hala widowiskowo-sportowa (Krynica-Zdrój)

Wyniki
| 18 marca 2014 | Chiny | 1:7 | Austria | Hala widowiskowo-sportowa |

| Szczegóły      | Szczegóły          | Szczegóły       | Szczegóły | Szczegóły                                 |
| -------------- | ------------------ | --------------- | --- | ----------------------------------------- |
| Godzina: 14:00 | Xing L. (EQ) 12:00 | (1:3, 0:1, 0:3) | 04:25 (EQ) J. Pesendorfer 09:32 (EQ) A. Fazokas 15:45 (EQ) J. Pesendorfer 39:21 (EQ) S. Volgger 48:00 (PP) A. Hanser 48:43 (PP) J. Pesendorfer 53:31 (EQ) J. Pesendorfer | Widzów: 100 Sędzia główny: Jelena Iwanowa |
| Godzina: 14:00 | 10 min. kar        |                 | 4 min. kar | Widzów: 100 Sędzia główny: Jelena Iwanowa |

| 18 marca 2014 | Polska | 2:1 pk. | Włochy | Hala widowiskowo-sportowa |

| Szczegóły      | Szczegóły                                       | Szczegóły                 | Szczegóły           | Szczegóły                                 |
| -------------- | ----------------------------------------------- | ------------------------- | ------------------- | ----------------------------------------- |
| Godzina: 17:30 | K. Wieczorek (EQ) 38:56 K. Wieczorek (SO) 65:00 | (0:0, 1:0, 0:1, 0:0, 1:0) | 51:46 (EQ) C. Rossi | Widzów: 421 Sędzia główny: Katalin Gérnyi |
| Godzina: 17:30 | 10 min. kar                                     |                           | 20 min. kar         | Widzów: 421 Sędzia główny: Katalin Gérnyi |

| 19 marca 2014 | Kazachstan | 1:4 | Polska | Hala widowiskowo-sportowa |

| Szczegóły      | Szczegóły                | Szczegóły       | Szczegóły                                                                                    | Szczegóły                                 |
| -------------- | ------------------------ | --------------- | -------------------------------------------------------------------------------------------- | ----------------------------------------- |
| Godzina: 16:30 | E. Bogdaszowa (EQ) 42:40 | (0:2, 0:1, 1:1) | 02:14 (EQ) K. Wieczorek 05:26 (EQ) K. Wieczorek 27:38 (EQ) J. Gawlik 59:15 (EQ) K. Wieczorek | Widzów: 315 Sędzia główny: Maija Kontturi |
| Godzina: 16:30 | 12 min. kar              |                 | 2 min. kar                                                                                   | Widzów: 315 Sędzia główny: Maija Kontturi |

| 20 marca 2014 | Włochy | 1:5 | Chiny | Hala widowiskowo-sportowa |

| Szczegóły      | Szczegóły              | Szczegóły       | Szczegóły                                                                                    | Szczegóły                                |
| -------------- | ---------------------- | --------------- | -------------------------------------------------------------------------------------------- | ---------------------------------------- |
| Godzina: 13:00 | G. Speranza (EQ) 27:10 | (0:1, 1:2, 0:2) | 03:50 (EQ) Zhu R. 22:33 (EQ) Wang W. 37:26 (SH) He X. 50:22 (PP) Zhao Q. 53:15 (EQ) Zhang C. | Widzów: 56 Sędzia główny: Maija Kontturi |
| Godzina: 13:00 | 10 min. kar            |                 | 6 min. kar                                                                                   | Widzów: 56 Sędzia główny: Maija Kontturi |

| 20 marca 2014 | Austria | 8:1 | Kazachstan | Hala widowiskowo-sportowa |

| Szczegóły      | Szczegóły | Szczegóły       | Szczegóły            | Szczegóły                                |
| -------------- | --- | --------------- | -------------------- | ---------------------------------------- |
| Godzina: 16:30 | J. Pesendorfer (PP) 06:52 B. Peer (PP) 14:27 A. Fazokas (PP) 18:59 B. Peer (EQ) 28:38 S. Volgger (EQ) 31:10 S. Volgger (EQ) 44:19 A. Matzka (PP) 50:58 B. Peer (EQ) 58:22 | (3:0, 2:1, 3:0) | 37:55 (EQ) K.Felzink | Widzów: 98 Sędzia główny: Katalin Gérnyi |
| Godzina: 16:30 | 8 min. kar |                 | 16 min. kar          | Widzów: 98 Sędzia główny: Katalin Gérnyi |

| 21 marca 2014 | Polska | 1:3 | Austria | Hala widowiskowo-sportowa |

| Szczegóły      | Szczegóły               | Szczegóły       | Szczegóły                                                     | Szczegóły                                 |
| -------------- | ----------------------- | --------------- | ------------------------------------------------------------- | ----------------------------------------- |
| Godzina: 16:30 | K. Wieczorek (EQ) 18:57 | (1:1, 0:1, 0:1) | 08:31 (EQ) P. Astl 24:35 (EQ) A. Fazokas 54:00 (SH) A. Hanser | Widzów: 523 Sędzia główny: Jelena Iwanowa |
| Godzina: 16:30 | 16 min. kar             |                 | 26 min. kar                                                   | Widzów: 523 Sędzia główny: Jelena Iwanowa |

| 22 marca 2014 | Włochy | 3:2 pd. | Kazachstan | Hala widowiskowo-sportowa |

| Szczegóły      | Szczegóły                                                         | Szczegóły            | Szczegóły                                        | Szczegóły                                |
| -------------- | ----------------------------------------------------------------- | -------------------- | ------------------------------------------------ | ---------------------------------------- |
| Godzina: 13:00 | C. Rossi (EQ) 31:23 F. Galtieri (EQ) 37:27 F. Galtieri (PP) 61:06 | (0:2, 2:0, 0:0, 1:0) | 13:15 (PP) W. Sidorenko 17:18 (EQ) N. Filimonowa | Widzów: 73 Sędzia główny: Jelena Iwanowa |
| Godzina: 13:00 | 16 min. kar                                                       |                      | 10 min. kar                                      | Widzów: 73 Sędzia główny: Jelena Iwanowa |

| 22 marca 2014 | Chiny | 3:6 | Polska | Hala widowiskowo-sportowa |

| Szczegóły      | Szczegóły                                                  | Szczegóły       | Szczegóły | Szczegóły                                 |
| -------------- | ---------------------------------------------------------- | --------------- | --- | ----------------------------------------- |
| Godzina: 16:30 | Zhao Q. (EQ) 13:26 Xing L. (EQ) 15:17 Zhang Ch. (PP) 45:40 | (2:2, 0:1, 1:3) | 01:05 (EQ) A. Cygan 19:58 (EQ) K. Wieczorek 29:16 (EQ) D. Szeląg 48:18 (EQ) K. Wieczorek 55:26 (EQ) A. Cygan 58:29 (EQ) K. Wieczorek | Widzów: 315 Sędzia główny: Maija Kontturi |
| Godzina: 16:30 | 4 min. kar                                                 |                 | 8 min. kar | Widzów: 315 Sędzia główny: Maija Kontturi |

| 23 marca 2014 | Austria | 3:0 | Włochy | Hala widowiskowo-sportowa |

| Szczegóły      | Szczegóły                                                           | Szczegóły       | Szczegóły   | Szczegóły                                |
| -------------- | ------------------------------------------------------------------- | --------------- | ----------- | ---------------------------------------- |
| Godzina: 13:00 | J. Pesendorfer (EQ) 01:00 A. Hanser (SH) 36:54 A. Johann (PP) 50:23 | (1:0, 1:0, 1:0) |             | Widzów: 85 Sędzia główny: Maija Kontturi |
| Godzina: 13:00 | 6 min. kar                                                          |                 | 10 min. kar | Widzów: 85 Sędzia główny: Maija Kontturi |

| 23 marca 2014 | Kazachstan | 1:2 pk. | Chiny | Hala widowiskowo-sportowa |

| Szczegóły      | Szczegóły            | Szczegóły                 | Szczegóły                                 | Szczegóły                                |
| -------------- | -------------------- | ------------------------- | ----------------------------------------- | ---------------------------------------- |
| Godzina: 16:30 | K.Felzink (EQ) 44:47 | (0:0, 0:1, 1:0, 0:0, 0:1) | 29:29 (EQ) Zhang Ch. 65:00 (SO) Zhang Ch. | Widzów: 56 Sędzia główny: Katalin Gérnyi |
| Godzina: 16:30 | 6 min. kar           |                           | 8 min. kar                                | Widzów: 56 Sędzia główny: Katalin Gérnyi |

Tabela
| Lp. | Zespół     | M | Z | Zd | Pd | P | G+ | G- | +/− | Pkt |
| --- | ---------- | - | - | -- | -- | - | -- | -- | --- | --- |
| 1.  | Austria    | 4 | 4 | 0  | 0  | 0 | 21 | 3  | +18 | 12  |
| 2.  | Polska     | 4 | 2 | 1  | 0  | 1 | 13 | 8  | +5  | 8   |
| 3.  | Chiny      | 4 | 1 | 1  | 0  | 2 | 11 | 14 | -3  | 5   |
| 4.  | Włochy     | 4 | 0 | 1  | 1  | 2 | 5  | 12 | -7  | 3   |
| 5.  | Kazachstan | 4 | 0 | 0  | 2  | 2 | 5  | 17 | -12 | 2   |

    = awans do I dywizji     = brak awansu do I dywizji
Statystyki indywidualne
- Klasyfikacja strzelców:  Kamila Wieczorek – 9 goli[1]
- Klasyfikacja asystentów:  Annika Fazokas,  Anna Hanser – 4 asysty[2]
- Klasyfikacja kanadyjska:  Kamila Wieczorek – 11 punktów[3]
- Klasyfikacja +/−:  Annika Fazokas – +9[4]
- Klasyfikacja skuteczności interwencji bramkarzy:  Nina Prunster – 98,31%[5]
- Klasyfikacja średniej goli straconych na mecz bramkarzy:  Nina Prunster – 0,67

Nagrody indywidualne
Dyrektoriat turnieju wybrał trójkę najlepszych zawodników na każdej pozycji:
- Bramkarz:  Katarzyna Fijoł
- Obrońca:  Annika Fazokas
- Napastnik:  Kamila Wieczorek